# Венец (Старозагорская область)
Венец (болг. Венец) — село в Болгарии. Находится в Старозагорской области, входит в общину Опан. Население составляет 132 человека.

## Политическая ситуация
Кмет (мэр) общины Опан — Минчо Динев Чавдаров (Болгарская социалистическая партия (БСП))по результатам выборов.